# BNC konektor

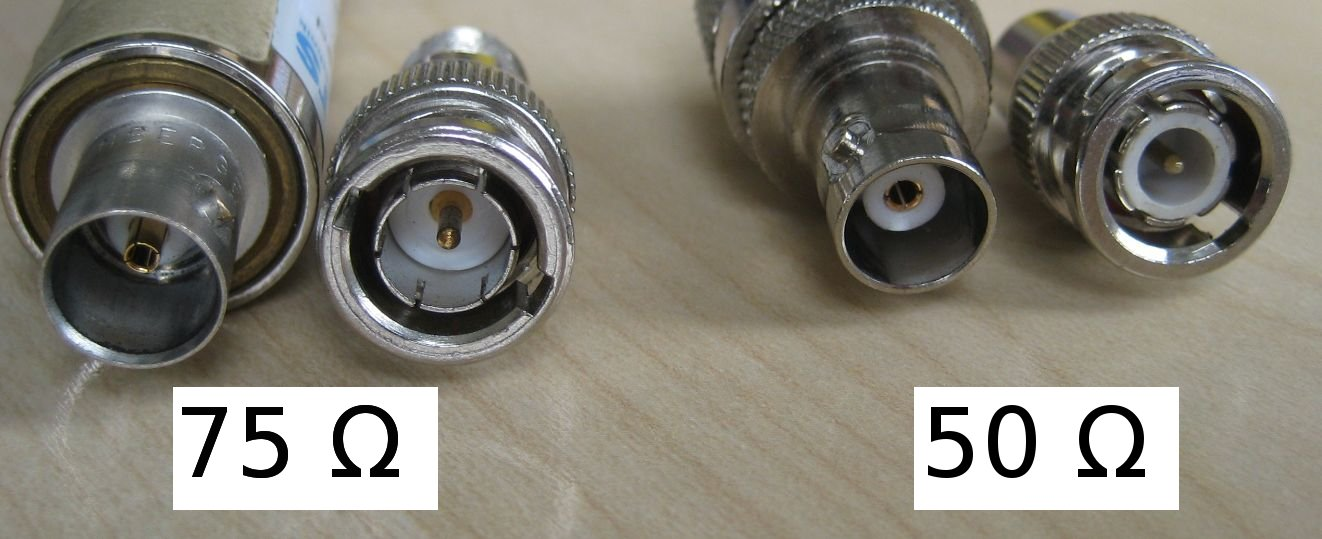
BNC konektory. Zleva doprava: 75 Ω samičí, 75 Ω samčí, 50 Ω samičí, 50 Ω samčí.

BNC konektor (anglicky Bayonet Neill Concelman connector) je rychle spojitelný a rozpojitelný vysokofrekvenční konektor pro miniaturní a subminiaturní koaxiální kabely (např. typů RG-58, 59, až RG-179, RG-316). Konektory BNC se vyrábějí s impedancí 50 a 75 Ω a obvykle používají pro frekvence do 4 GHz a napětí do 500 voltů. Bajonetový mechanismus, který je tvořen dvěma výstupky na samičím konektoru a drážkou se spirálou a vybráním na převlečné části samčího konektoru, umožňuje rychlé a spolehlivé spojení nasunutím a pootočením převlečné části o 90°.

## Použití

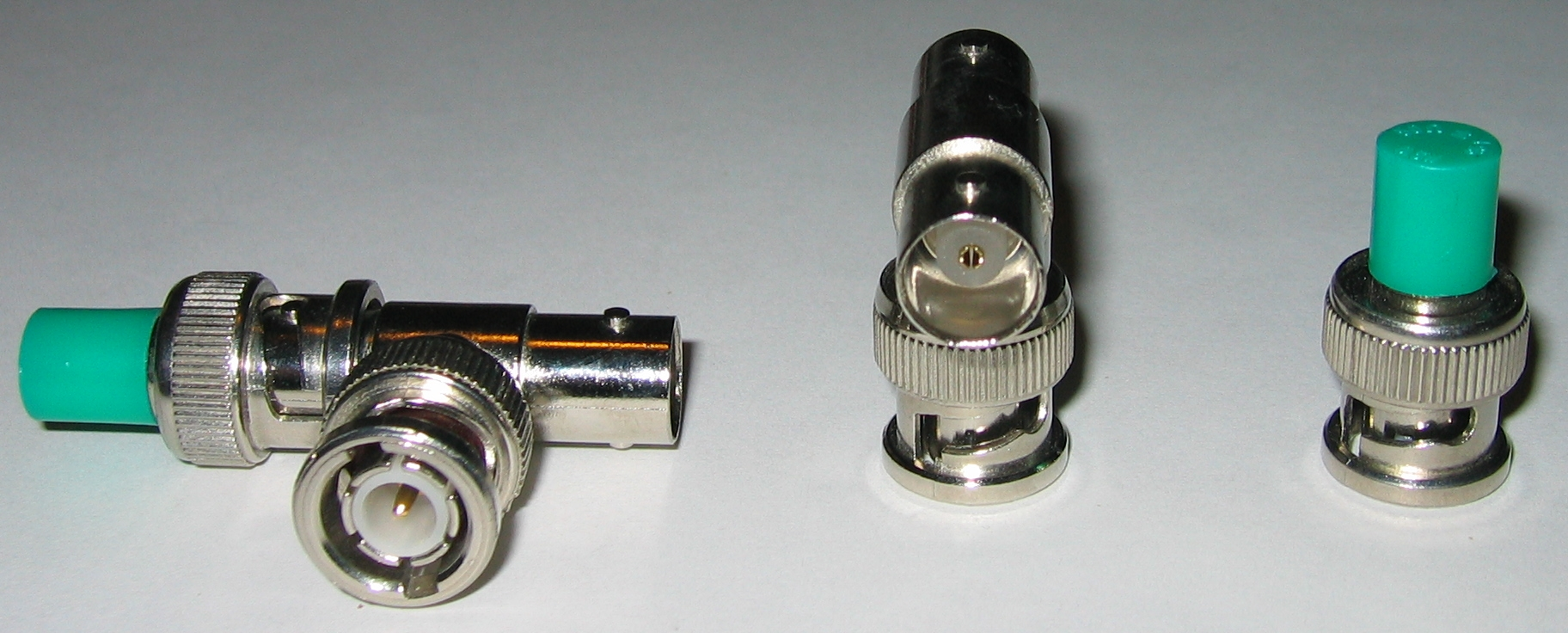
BNC konektory používané ve variantě 10Base2 sítě Ethernet. Zleva doprava: T-konektor s terminátorem, T-konektor, terminátor.

BNC konektory byly původně navrženy pro vojenské použití, ale rozšířily se v mnoha vysokofrekvenčních aplikacích do 2 GHz a pro přenos obrazu. V ČR se BNC konektory masově rozšířily v posledním desetiletí 20. století díky budování sítí Ethernet, kde jsou základním prvkem v levnější variantě 10Base2 s rychlostí 10 Mbit/s. Mimo uvedenou variantu sítě Ethernet se používají pro vysokofrekvenční signály v televizní a rozhlasové technice, pro testery a zdroje signálu. V profesionálních videozařízeních se BNC konektory používají pro stejné účely, pro jaké se ve spotřební elektronice používají RCA konektory (Cinch).
BNC konektory se používají pro přenos signálu, například:
- analogové a sériové digitální rozhraní pro videosignál
- radioamatérské antény
- letecká elektronika (avionika)
- zařízení pro testování elektroniky

BNC konektory se také používají v nahrávacích studiích pro přenos hodinového signálu.

## Alternativy

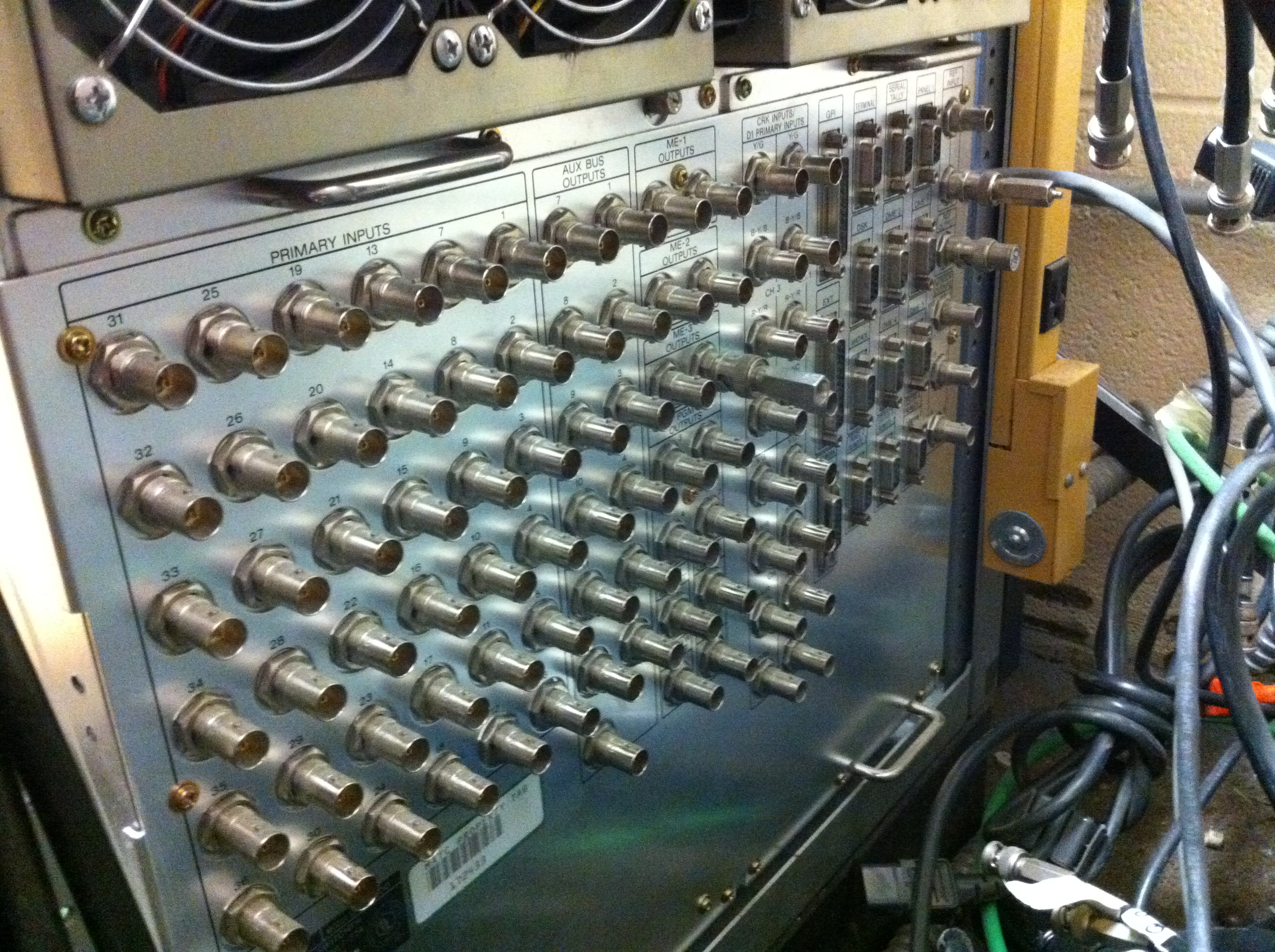
Zadní stěna videopřepínače s polem BNC konektorů.

BNC konektory mají štěrbiny ve vnějším vodiči a plastové dielektrikum na obou kusech konektoru. Použité dielektrikum způsobuje ztráty, které rostou se zvyšováním frekvence. Štěrbiny mohou při kmitočtech nad 4 GHz způsobovat vyzařování signálu. Konektor by měl být použitelný s omezeními do kmitočtu asi 11 GHz.
Existují i jiné konektory s bajonetovým spojením, stejně jako konektory šroubovací. Pro vyšší kmitočty se obvykle používají TNC konektory se šroubovacím závitem. Vojenská norma Spojených států MIL-PRF-39012 s názvem Connectors, Coaxial, Radio Frequency, General Specification for (původně MIL-C-39012) obsahuje obecné požadavky a testy pro vysokofrekvenční konektory používané s ohebnými kabely a některá další typy koaxiálních přenosových linek v armádních, leteckých a kosmických aplikacích.

## Původ
BNC konektor byl pojmenován podle své bajonetové konstrukce a svých vynálezců (Paul Neill a Carl Concelman). Neill pracoval v Bellových laboratořích a navrhl také N konektor; Concelman pracoval ve firmě Amphenol a navrhl C konektor.
Východiskem pro návrh BNC konektoru byla práce Octavio M. Salatiho, studenta Moore School of Electrical Engineering, University of Pennsylvania. Salati podal patentovou přihlášku na konektor pro koaxiální kabely, který minimalizuje odrazy a ztráty signálu, v roce 1945, když pracoval ve firmě Hazeltine Electronics Corporation. Patent mu byl přidělen v roce 1951.